# Vila das Pombas
Vila das Pombas (ou Pombas) est une localité du Cap-Vert, située au nord-est de l'île de Santo Antão, dans les îles de Barlavento. Siège de la municipalité de Paul, c'est une « ville » (cidade) – un statut spécifique conféré automatiquement à tous les sièges de municipalités depuis 2010.

## Population
Lors des recensements de 2000 et 2010, le nombre d'habitants était respectivement de 1 802 et 1 266. En 2012 il est estimé à 1 184.